# Kurland-félsziget
A Kurland-félsziget (lettül Kurzemes pussala) Kurland északnyugati része. Lettország északnyugati területe.
Nyugaton a Balti-tenger szegélyezi, északon az Irbe-szoros, keleten pedig a Rigai-öböl.